# Temptation (New Order)
Temptation è un singolo del gruppo rock-synthpop britannico New Order pubblicato dalla Factory Records il 10 maggio del 1982. Toccò la posizione 29 della Official Singles Chart.

## Pubblicazione
Temptation e il suo lato B Hurt vennero registrate per essere incluse in un vinile a dodici pollici ma poi, per permettere una vendita maggiore, vennero accorciate e messe anche su uno a sette pollici dall'ingegnere Peter Woolliscroft, che usò uno dei primi sistemi di editing disponibili nel Regno Unito, un Sony PCM 1610 Digital.
La versione 7" si presenta molto più strutturata e orientata verso sonorità più commerciali e synthpop. Inoltre suona a 33 giri per ospitare meglio la sua durata di 5 minuti. Quella 12" è invece caotica e con la sezione ritmica così enfatizzata da sovrastare quasi la melodia. Le uniche cose in cui si accomunano sono il fatto che in nessuna delle loro confezioni venga indicato il nome della band o dei compositori, che il loro numero di catalogo è lo stesso ("FAC 63") e che sono state tutte e due incluse nella Collector's Edition del 2008 dell'album Movement.
I pezzi sull'edizione a 12 pollici vennero inseriti sull'EP di rastrellamento 1981–1982, pubblicato pochi mesi dopo il loro lancio.

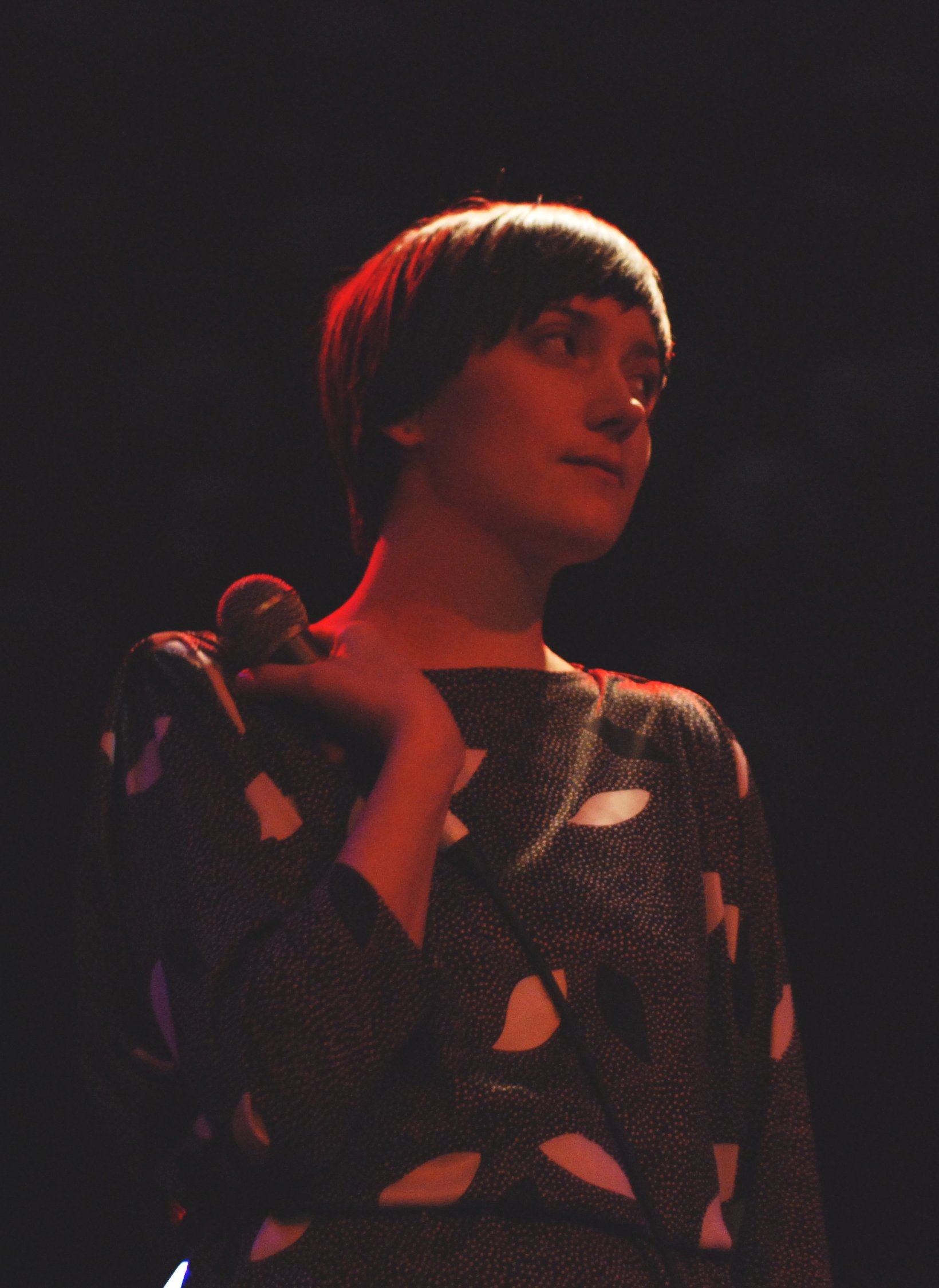
Victoria Bergsman

Nel 2006 il singolo venne interpretato in un video intitolato The Temptation of Victoria dal regista Michael Shamberg, direttore della maggior parte dei videoclip dei New Order, con l'aiuto di Victoria Bergsman della band svedese The Concretes. Questo fu il primo dei due corti commissionati a Shamberg dal gruppo britannico nel 2005 per la memoria di Michael Powell.

## Significato
Dato il suo testo criptico, non è facile capire il significato di Temptation. Solo una volta il cantante Bernard Sumner ne fece cenno, al concerto tenutosi al Volkshaus di Zurigo nel 1984, durante il quale disse: «La prossima canzone si chiama Temptation. È una storia a proposito di un lungo amore perduto.»

## Tracce
Testi e musiche di Gillian Gilbert, Peter Hook, Stephen Morris e Bernard Sumner eccetto dove indicato.

### 7": FAC 63 (UK)
1. Temptation - 5:21
2. Hurt - 4:47

### 12": FAC 63 (UK)
1. Temptation - 8:47
2. Hurt - 8:13

## Altre versioni
Temptation fu completamente registrata nuovamente nel 1987 per l'antologia Substance, in cui talvolta viene indicata proprio come Temptation '87. Questa in breve tempo divenne più popolare della versione originale, anche grazie al suo utilizzo nella colonna sonora del film Trainspotting.
Dopo altri cinque anni, nel 1998, il gruppo pubblicò una seconda re-interpretazione dalla durata di 4:08 e dal titolo Temptation '98. Questa presenta molte similitudini con quella del 1987, ma si diversifica dal fatto che non ha la lunga intro e che molti versi del testo iniziano con «Bolts from above...». Questi cambiamenti non vogliono essere un rifiuto delle caratteristiche precedenti, che infatti vennero re-integrate nelle esecuzioni dal vivo (una delle quali registrata al Reading Festival del 1998 e pubblicata sull'EP del singolo 60 Miles an Hour). È reperibile tuttora solo nel boxset Retro.

## Utilizzi
- Un remix di Temptation del 1986 dalla durata di 3:30 è stato inserito nella colonna sonora del film Qualcosa di travolgente.
- In Trainspotting Temptation '87 viene prima cantata da una dei personaggi, Diane, mentre si fa una doccia e poi messa in sottofondo durante la scena della colazione e di quando Renton, il protagonista, è chiuso in camera sua.

## Cover

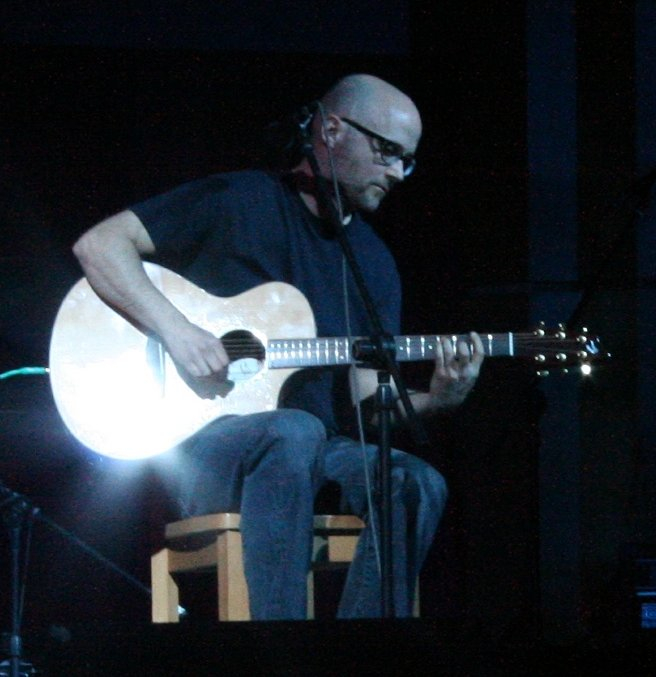
Moby fece una cover di Temptation per il suo album Hotel

- Andy Hawk & The Train Wreck Endings (Another Storyline, 2011)
- The Affordable Floors (All the Things I Meant to Be, 1992)
- Moby (Hotel, 2005)
- Cobra Verde (Copycat Killers, 2005)
- I The Weakerthans incorporarono alcuni versi di Temptation in Wellington's Wednesdays, contenuta nel loro album di debutto Fallow.
- Bis fecero una cover di Hurt per il loro EP FACT2002.
- Durante i live, i Chemical Brothers mixarono spesso alcuni riff di Temptation con l'inizio della loro composizione Star Guitar. Una di queste esecuzioni, fatta alla Brixton Academy, apparve su AmericanEP.
- Qualche volta gli Hot Chip cantavano il ritornello del singolo nelle esecuzioni dal vivo della loro canzone No Fit State.
- Jeremy Warmsley (Lato B di The Boat Song).
- Il duo di cabaret postmoderno Kiki & Herb fece una personale re-interpretazione del pezzo al concerto di Carnegie Hall, pubblicata su Kiki & Herb Will Die For You.
- Jukebox the Ghost (bonus track della ri-pubblicazione dell'edizione in vinile del 2008 di Let Live & Let Ghosts).
- Handsome Furs ri-usarono il primo verso di Temptation, «All We Want, Baby, Is Everything», nella loro composizione del 2009, Face Control
- Pop Noir eseguirono molte volte una loro cover del singolo nei loro live. Un esempio è quello fatto per il decimo anniversario della morte dell'ultimo manager dei New Order, avvenuta il 15 maggio 2009, in apertura del concerto dei Doves alla House of Blues, Anaheim.
- I The Limousines, una band indietronica originaria della California's San Francisco Bay Area registrò una personale interpretazione di Temptation, che resero disponibile al download gratuito nel 2012.

## Remix
- CJ Bolland (in alcune versioni della compilation del 1995 The Rest of New Order).
- Secret Machines (lato B del singolo Waiting For The Sirens' Call pubblicato nel settembre del 2005).

## Classifiche
| Classifica (1982)                 | Posizione massima |
| --------------------------------- | ----------------- |
| Regno Unito                       | 29                |
| Regno Unito (independent)         | 1                 |
| Stati Uniti (hot dance club play) | 68                |

## Curiosità
- La traccia vocale della versione 12" del singolo presenta, all'inizio di questo, delle voci e un urlo. Bernard Sumner ha spiegato da allora che quello era il suo e l'ha fatto perché mentre registrava i suoi compagni gli infilarono una palla di neve nella camicia.[5]